# Кокран, Джимми
Джеймс Майкл Ко́кран (англ. James Michael Cochran; род. 29 мая 1981, Берлингтон) — американский горнолыжник, специалист по слалому и гигантскому слалому. Выступал за сборную США по горнолыжному спорту в 2003—2012 годах, победитель американских национальных первенств, участник трёх чемпионатов мира и двух зимних Олимпийских игр.

## Биография
Джимми Кокран родился 29 мая 1981 года в городе Берлингтон штата Вермонт, США. Является представителем прославленной горнолыжной династии Коркоран, его отец Боб побеждал на Кубке мира и участвовал в Олимпийских играх, тёти Мэрилин, Барбара и Линди тоже были достаточно известными горнолыжницами, в частности Барбара — олимпийская чемпионка в слаломе.
С юных лет Джимми выступал на крупных соревнованиях по горнолыжному спорту, выбрав для себя техничные дисциплины слалом и гигантский слалом. Во время учёбы в Вермонтском университете, после перевода в 2003 году из Миддлбери-колледжа, представлял университетскую команду Vermont Catamounts, тогда же вошёл в основной состав американской национальной сборной и дебютировал в Кубке мира.
Выступил на чемпионате мира 2005 года в Бормио, финишировал в гигантском слаломе шестнадцатым.
В 2006 году впервые вошёл в десятку сильнейших на этапе Кубка мира, став седьмым в гигантском слаломе на соревнованиях в словенском Краньска-Гора. Благодаря череде удачных выступлений удостоился права защищать честь страны на зимних Олимпийских играх в Турине — стартовал здесь в программе слалома и по сумме двух попыток занял итоговое двенадцатое место.
После туринской Олимпиады Кокран остался в составе главной горнолыжной команды США и продолжил принимать участие в крупнейших международных соревнованиях. Так, на мировом первенстве в Оре он был одиннадцатым в командном зачёте и занял 37 место в гигантском слаломе. В сезоне 2007/08 дважды попадал в десятку сильнейших на различных этапах Кубка мира. Побывал на чемпионате мира 2009 года в Валь-д'Изере, где показал в слаломе десятый результат.
Находясь в числе лидеров американской национальной сборной, Джимми Кокран благополучно прошёл отбор на Олимпийские игры в Ванкувере — на сей раз в слаломе после первой попытки шёл на 44 позиции (во время спуска он упал, но до финиша всё же добрался), вторую попытку не завершил и не показал никакого результата.
Впоследствии оставался действующим профессиональным спортсменом вплоть до 2012 года. Завершив спортивную карьеру, перешёл на тренерскую работу, занимал должность помощника главного тренера команды Вермонтского университета.